# АДАСЭ
АДАСЭ (Аппаратура дальней автоматической связи энергосистем) — специализированная система телефонной связи, разработанная специально для диспетчерских служб сетей электроэнергетики. Также АДАСЭ — специальный тип телефонного интерфейса и его протокол сигнализации.

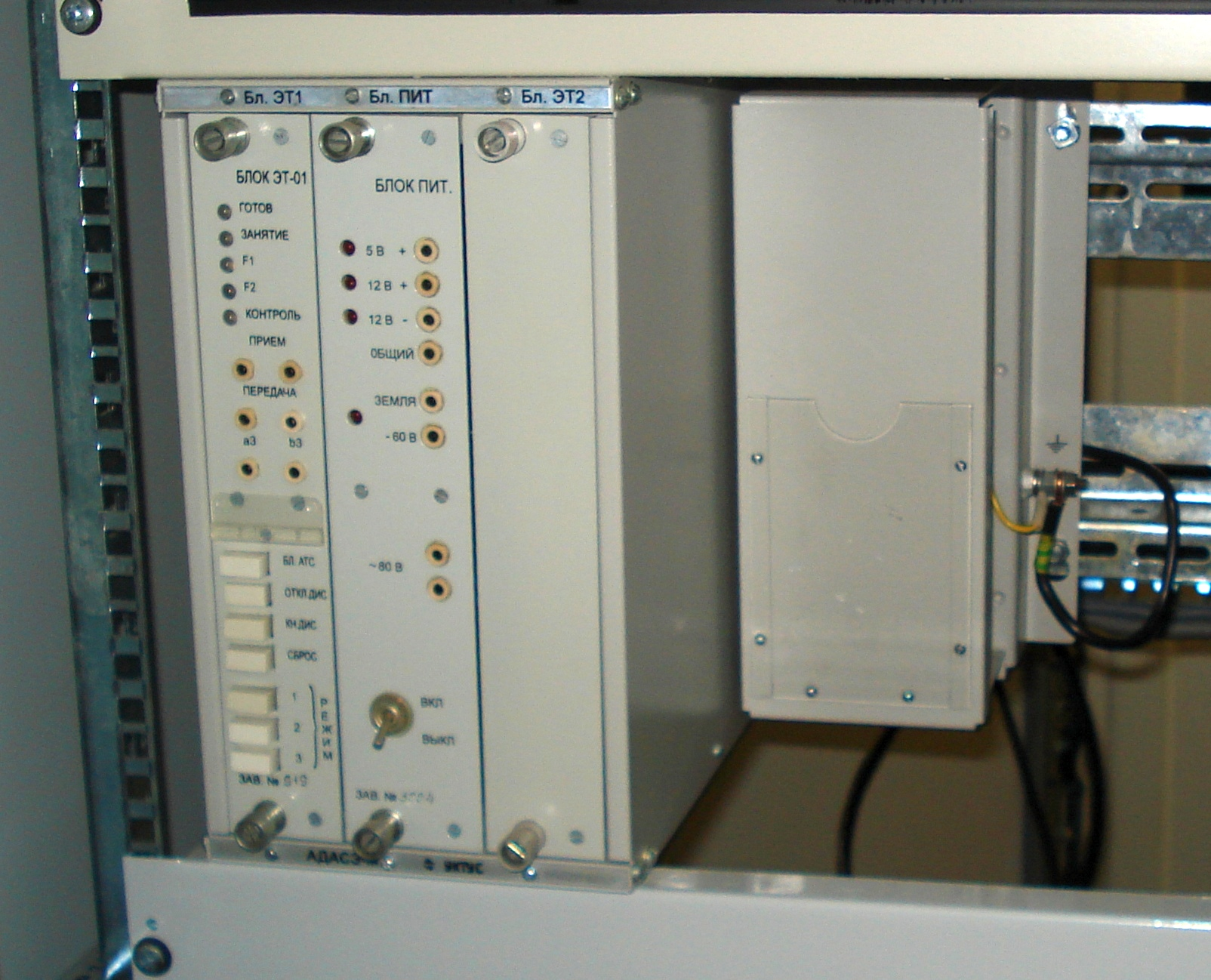
Устройство АДАСЭ-ИМ предназначено для подключения телефонных линий к линиям АДАСЭ.

Использует 4-х проводную аналоговую линию тональной частоты, цепи сигнализации отсутствуют. Сигнализация взаимодействия между аппаратурой АДАСЭ передается внутри полосы речевого канала. Для неё отведены частоты 1200 Гц и 1600 Гц плюс/минус 5 Гц. Предусмотрена возможность одновременного подключения к одному каналу АДАСЭ телефонного аппарата (с набором номера) и диспетчерского пульта. При этом диспетчерский канал имеет преимущество перед телефонным.
В основном АДАСЭ используется в аппаратуре ВЧ-связи, возможно использование некоммутируемых каналов тональной частоты в мультиплексорных системах. Для работы с интерфейсом АДАСЭ необходимы специальные диспетчерские пульты, телефонные аппараты (либо адаптеры для подключения телефонных аппаратов с интерфейсом FXO/FXS). Интерфейс АДАСЭ поддерживается большинством АТС (УПАТС) и диспетчерских коммутаторов производства СНГ, а также многими импортными АТС, поставляемыми на рынок СНГ.
В связи с тем, что система разрабатывалась ещё до появления цифровых АТС, она использует аналоговую систему передачи. Поэтому включение телефонных каналов ТЧ (тональной частоты) в цифровые АТС должно производиться с использованием специализированных четырёхпроводных соединительных линий без сигнального провода, работающих в коде аппаратуры АДАСЭ и обязательно входящих в состав оборудования цифровых АТС.
В данный момент технология АДАСЭ до сих пор широко используется в телефонии на объектах электроэнергетики, таких как подстанции и электростанции для обеспечения работы диспетчерских каналов связи. Обусловлено это простотой реализации по четырёхпроводной схеме (некоторые современные АТС поддерживают АДАСЭ), помехоустойчивостью (в отличие от простого FXO/FXS) и малой шириной канала при передаче по цифровым каналам связи.
Типовые схемы построения телефонных каналов с использованием кода АДАСЭ приведены по ссылке.